# Акиота
Акиота (яп. 安芸太田町 Акио:та-тё:) — посёлок в Японии, находящийся в уезде Ямагата префектуры Хиросима. Площадь посёлка составляет 342,25 км², население — 6534 человека (1 июля 2014), плотность населения — 19,09 чел./км².

## Географическое положение
Посёлок расположен на острове Хонсю в префектуре Хиросима региона Тюгоку. С ним граничат города Хиросима, Хацукаити, Масуда и посёлок Китахиросима.

## Население
Население посёлка составляет 6534 человека (1 июля 2014), а плотность — 19,09 чел./км². Изменение численности населения с 1980 по 2005 годы:
| 1980 | 12 784 чел. |  |
| 1985 | 11 738 чел. |  |
| 1990 | 10 879 чел. |  |
| 1995 | 10 257 чел. |  |
| 2000 | 9181 чел.   |  |
| 2005 | 8238 чел.   |  |

## Символика
Деревом посёлка считается клён, цветком — Lilium japonicum.